# Andrew Boyens
Andrew Boyens (* 18. September 1983 in Dunedin) ist ein ehemaliger neuseeländischer Fußballspieler.

## Karriere

### Vereinskarriere
Boyens spielte in Neuseeland für Dunedin Technical, bevor er in die USA zog, um an der University of New Mexico zu studieren und im dortigen College-Team, den Lobos, zu spielen. 2006 wurde er von der NCAA in das College-All-Star-Team (First Team All-American) gewählt.
Nach der College-Saison 2006 spielte er für kurze Zeit in Neuseeland bei Otago United, bevor er im MLS SuperDraft 2007 von Toronto FC an 10. Stelle in der 1. Runde ausgewählt wurde. In seiner ersten Profisaison kam er auf insgesamt 23 Einsätze, 21 davon in der Startaufstellung. Kurz nach Beginn der Saison 2008 wurde Boyens Mitte April 2008 von Toronto überraschend aus seinem Vertrag entlassen.
Beim Ligakonkurrenten, den New York Red Bulls, unterschrieb er Anfang Mai nach einem Probetraining einen neuen Vertrag. Die NYRB erreichten in der Saison das Meisterschaftsfinale, unterlagen dort aber Columbus Crew. Boyens konnte während der Play-offs nur bis zum Viertelfinale mitwirken; ein Unterarmbruch sorgte für das vorzeitige Saisonende.
Am 28. Januar 2011 gab Red Bull bekannt, dass man mit Boyens nicht mehr für die Saison 2011 plant. Das Fußball-Franchise hatte ihm bis dato einen neuen Vertrag vorgelegt, auf den Boyens nicht reagiert hatte.
Am 9. Februar 2011 wechselte er zu den CD Chivas USA.

### Nationalmannschaft
Boyens wurde erstmals im Februar 2006 in die neuseeländische Nationalmannschaft berufen, kam aber in den drei Freundschaftsspielen gegen Malaysia nicht zum Einsatz. Sein Debüt gab er erst im Mai 2007 in einem Freundschaftsspiel gegen Wales. In der ozeanischen Qualifikation für die WM 2010 kam Boyens zu vier Einsätzen. Durch den Gruppensieg in der Ozeaniengruppe gewann man zugleich den OFC-Nationen-Pokal 2008 und qualifizierte sich für den Konföderationen-Pokal 2009.